# Klimaatsimulatie

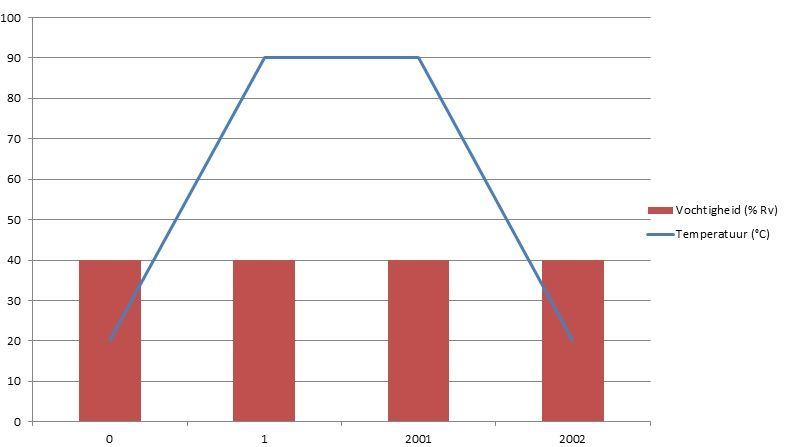
Mogelijke testcyclus met klimaatsimulatie

Klimaatsimulatie is de techniek om (test)producten in een gesimuleerde klimaatconditie te brengen, met als opzet herleidbare (kwaliteits)data te vergaren van de producten bij verschillende condities.
Klimaatsimulatie is onlosmakelijk verbonden aan betrouwbaarheidsstudies (reliability engineering). Met klimaatsimulatie is het mogelijk om producten of componenten in verschillende omgevingsfactoren te brengen zoals:
- temperatuur
- (relatieve) vochtigheid
- luchtdruk
- licht
- stof
- regen
- zoute nevel
- schadelijke gassen

Een klimaattest wordt bijvoorbeeld gebruikt om te onderzoeken wat de gevolgen zijn van klimaat op het product. Zo kan men een product versneld verouderen om sneller (bijvoorbeeld in één maand) te kunnen meten wat de producteigenschappen zijn na 10 jaar gebruik. Ook kan men testen of een product bij bepaalde gebieden zoals op de Noordkaap (koud, vochtig en zout)  of de Sahara (warm, stoffig en zonnig) nog blijven werken. Met klimaatsimulatie kan men in een gecontroleerde omgeving herleidbare metingen uitvoeren, wat niet mogelijk is als een soortgelijke test uitgevoerd zou worden op locatie.
Het klimaat kan gesimuleerd worden in speciale klimaatkasten en zijn in verschillende uitvoeringen verkrijgbaar. Zodra een product te groot wordt, of er te veel producten in één keer getest moeten worden, dan kan er gebruikgemaakt worden van een klimaat(test)kamer.

## Voorbeeld van een product dat in aanraking komt met klimaat
Elk product komt in aanraking met klimaat. Het is dan ook lastiger te bedenken wat er niet getest wordt met klimaat dan wel. Een mobiele telefoon ondergaat bijvoorbeeld een serie van klimaattesten. Deze testen komen voort uit de fasen die een product zoals de mobiele telefoon tegenkomen in “zijn” bestaan.
Deze zijn:
- productie, waar bijvoorbeeld (on)gewenste temperatuurveranderingen kunnen voorkomen;
- opslag, welk vaak plaatsvindt in “onzekere” ruimtes waarvan de fabrikant niet weet welke temperatuur of vochtigheid er heerst;
- transport, waar het product onderhevig is aan alle klimatologische wisselingen die je maar kan bedenken (denk aan een schip dat weken onderweg is in alle weersomstandigheden);
- gebruik, waar de consument verwacht dat het product altijd werkt, ook op de Noordpool en de Sahara;
- recycling, waar men middels verschillende thermische processen de waardevolle stoffen weer uit de mobiele telefoon proberen te halen.

Klimaatsimulatie wordt het meest toegepast in de volgende sectoren.
- auto-industrie
- chemische industrie
- elektrotechniek
- farmaceutische industrie (farma)
- materiaalkunde
- mechatronica
- lucht- en ruimtevaartindustrie

## Richtlijnen
Voor elke sector zijn weer andere richtlijnen en normen. Weinig normen komen voort uit wetgeving, de meeste zijn ontwikkeld vanuit de industrie zelf en omgezet in een ISO- of IEC-norm. In de automotive, mechatronica, farma en lucht- en ruimtevaart is het gebruikelijk om te testen volgens de norm die de eindklant (bijvoorbeeld autofabrikant) heeft ontwikkeld. De eindklant heeft dan ook een (eigen) belang bij een goede herleidbare betrouwbaarheidstest. Een terugroepactie doordat een product niet goed getest is op betrouwbaarheid kan veel imagoschade opleveren.